# 밤밭고개로
밤밭고개로(Bambatgogae-ro)는 경상남도 창원시 현동 우산 교차로에서 월영동 월영광장 교차로까지 이어주는 도로이다.

## 주요 경유지
경상남도
- 창원시 (현동 - 월영동)

## 노선
| 이름            | 접속 노선                                                           | 소재지 | 소재지     | 소재지 | 비고                   |
| --------------- | ------------------------------------------------------------------- | ------ | ---------- | ------ | ---------------------- |
| 우산 교차로     | 국도 제2호선 국도 제14호선 국도 제79호선 (남해안대로)               | 창원시 | 마산합포구 | 현동   |                        |
| 우산교          |                                                                     | 창원시 | 마산합포구 | 현동   |                        |
| 옥동 교차로     | 국도 제2호선 국도 제14호선 국도 제79호선 (남해안대로) 현동로        | 창원시 | 마산합포구 | 현동   |                        |
| 율곡삼거리      | 예곡길                                                              | 창원시 | 마산합포구 | 현동   | 국도 제14, 79호선 구간 |
| 밤밭고개 사거리 | 무학로                                                              | 창원시 | 마산합포구 | 월영동 | 국도 제14, 79호선 구간 |
| 월영광장육거리  | 국도 제14호선 국도 제79호선 (3.15대로) 해안대로 경남대학로 월영북로 | 창원시 | 마산합포구 | 월영동 | 국도 제14, 79호선 구간 |
| 3.15대로와 직결 |                                                                     |        |            |        |                        |

## 주요 건물 및 시설
- S-OIL 경성주유소 (밤밭고개로 157/우산동 197-4)
- 이마트24 마산예곡로드점 (밤밭고개로 221/예곡동 106-5)
- S-OIL 삼화가스충전소 (밤밭고개로 243/예곡동 84-1)
- 세븐일레븐 마산월영화인점 (밤밭고개로 385/월영동 595-9)
- 알뜰 신마산주유소 (밤밭고개로 390/월영동 598-29)